# Odorrana trankieni
Odorrana trankieni es una especie de anfibio anuro de la familia Ranidae.

## Distribución geográfica yhábitat
Es endémica de montanos del norte de Vietnam.